# CV-33
La CV-33 es una vía rápida desdoblada perteneciente a la Red autonómica de carreteras de la Comunidad Valenciana. Enlaza la CV-36 a la altura de Torrente con la pista de Silla, actual V-31. Se considera autovía, pero no existe ninguna señal en la vía que lo indique.

## Nomenclatura

Indicador

La carretera CV-33 (Distribuidor Comarcal Sur) pertenece a la Red autonómica de carreteras de la Comunidad Valenciana, comunica la Carretera de Torrente CV-36 con el pista de Silla V-31.

## Historia
Anteriormente la CV-33 no existía como tal, sino como recorrido comarcal con identificador  C-324 , la vía rápida es de nueva construcción, hasta 2005 su trazado fue desde Albal hasta Torrente donde enlazaba con la  CV-36 , pero con la ampliación de esta hacia el by-pass ( la autovía  A-7 ) se decidió ampliar su trazado fusionándolo con el de la  CV-410  (antigua  VV-3016 ), que unía Torrente con Aldaya y así crear un nuevo "by-pass" comarcal
que uniera la autovía de Madrid con la Pista de Silla. Finalmente en el año 2013 se decidió acometer la reordenación de la red autonómica en la zona de Torrente devolviendo el estatus anterior a la carretera  CV-410 , pasando la CV-33 a finalizar su recorrido en el enlace con la  CV-36 

## Trazado Actual
La CV-33 es un via que recoge el tráfico del área metropolitana de Valencia, tanto de localidades de gran población como de un buen número de polígonos industriales. Su itinerario comienza en la V-31 y une importantes núcleos de población como Torrente con Catarroja y Albal. Poniendo fin a su itinerario enlazando con la CV-36 o más conocida como Carretera de Torrente.

## Recorrido

### Tramo V-31 - Torrente
| Velocidad | Esquema | Kilómetro de Salida | Sentido A-3 (ascendente)                            | Sentido V-31 (descendente)       | Carretera    | Notas                                                                  |
| --------- | ------- | ------------------- | --------------------------------------------------- | -------------------------------- | ------------ | ---------------------------------------------------------------------- |
|           |         | 0                   | CV-33                                               | Valencia Silla                   | V-31         |                                                                        |
|           |         | 1                   | Albal Catarroja Beniparrell                         | Albal Catarroja Beniparrell      | N-340        |                                                                        |
|           |         | 2                   | Albal (oeste)                                       |                                  |              |                                                                        |
|           |         | 3                   | Paiporta Catarroja                                  | Paiporta Catarroja Albal (oeste) | CV-400       |                                                                        |
|           |         | 5                   | Picaña                                              | Picaña                           |              |                                                                        |
|           |         | 6                   | Torrente (sur) Torrente (norte) Valencia Aldaya A-3 | Albal N-332 N-340 Torrente (sur) | CV-33 CV-366 | Enlace con antiguo trazado de la CV-36 incorporado en parte a la CV-33 |

### Tramo Torrente - CV-36
| Velocidad | Esquema | Kilómetro de Salida | Sentido A-3 (ascendente)                   | Sentido V-31 (descendente)       | Carretera    | Notas                                                                                  |
| --------- | ------- | ------------------- | ------------------------------------------ | -------------------------------- | ------------ | -------------------------------------------------------------------------------------- |
|           |         | 6                   | CV-33                                      | Albal N-332 N-340 Torrente (sur) | CV-33 CV-366 | Antiguo trazado de la CV-36 incorporado en parte a la CV-33 , continuación como CV-366 |
|           |         | 7                   | Picaña Torrente Monserrat                  | Picaña Torrente Monserrat        | CV-406       |                                                                                        |
|           |         | 8                   | Picaña (Norte) Valencia Aldaya A-3 Alacuás | CV-33                            | CV-36        | Antiguo trazado de la CV-36 , enlace con la nueva traza de la misma.                   |

### Tramo Torrente-Norte (CV-36)
Hasta 2013 formó parte de la CV-33
| Velocidad | Esquema | Salida | Sentido A-3 (ascendente)        | Sentido V-31 (descendente)      | Carretera | Notas                                          |
| --------- | ------- | ------ | ------------------------------- | ------------------------------- | --------- | ---------------------------------------------- |
|           |         | 3      | Torrente sur Albal              | Torrente sur Albal              | CV-33     |                                                |
|           |         | 4      | Alacuás sur Chirivella Torrente | Alacuás sur Chirivella Torrente |           |                                                |
|           |         | 6      | Alacuás A-3 aeropuerto          | Alacuás A-3 aeropuerto          | CV-410    | Enlace hacia Autovía A-3 , continua como CV-36 |

### Tramo Torrente - A-3 (CV-410)
Hasta 2013 formó parte de la CV-33
| Velocidad | Esquema | Salida | Sentido A-3 (ascendente)                                     | Sentido V-31 (descendente)                           | Carretera | Notas |
| --------- | ------- | ------ | ------------------------------------------------------------ | ---------------------------------------------------- | --------- | ----- |
|           |         | 3      | CV-410                                                       | CV-36                                                | CV-36     |       |
|           |         |        | Aldaya A-3 Alacuás Torrente (este) A-7 Barcelona <> Alicante |                                                      |           |       |
|           |         |        | Aldaya Valencia Alacuás                                      | Aldaya Valencia Alacuás                              | CV-413    |       |
|           |         |        | Alacuás (norte) Aldaya                                       |                                                      |           |       |
|           |         |        | Aldaya Valencia Madrid Centro Comercial                      |                                                      |           |       |
|           |         |        |                                                              | Centro Comercial                                     |           |       |
|           |         |        | Via de Servicio Valencia A-3 Madrid Centro Comercial         | Via de Servicio Valencia A-3 Madrid Centro Comercial | E-901 A-3 |       |
|           |         |        | Via de Servicio Madrid A-3 Valencia Centro Comercial         | Via de Servicio Madrid A-3 Valencia Centro Comercial | E-901 A-3 |       |
|           |         |        | E-901 A-3                                                    | CV-410                                               | E-901 A-3 |       |